# Ruiru
Ruiru is een stad in het district Thika van de Keniaanse provincie Kati (Central).  Ruiru ligt hemelsbreed op 22 kilometer van het centrum van Nairobi maar op slechts kilometer afstand van de gemeentegrens van Nairobi. Daardoor is Ruiru een slaapstad van Nairobi.
Het inwoneraantal was in 1999 nog 100.000, maar dankzij het grote huizen tekort in Nairobi was dit in 2005 al gestegen tot 225.794 (schatting). Ruiru wordt omgeven door talrijke koffieplantages.